# 5 centímetros por segundo
5 centímetros por segundo (en japonés Byōsoku Go Senchimētoru, 秒速５センチメートル; titulada en inglés como 5 Centimeters Per Second: A Chain of Short Stories About Their Distance) es una película de animación japonesa dirigida por Makoto Shinkai. La película se finalizó el 22 de enero de 2007. La primera parte de la película se estrenó en Yahoo! Japón para miembros exclusivos desde el 16 al 19 de febrero de 2007. El 3 de marzo de 2007, la película completa se estrenó en los diferentes cines, siendo el primero Cinema Rise, en Shibuya, Tokio. La película se divide en tres partes: Extracto de flor de cerezo (桜花抄 Ōkashō?), Cosmonauta (コスモナウト Kosumonauto?), y Cinco centímetros por segundo (秒速5センチメートル Byōsoku 5 Senchimētoru?). El DVD fue lanzado el 19 de julio de 2007. El manga en el que se basa la película, el cual es un trabajo de Makoto Shinkai y Yukiko Seike, está dividido en 2 volúmenes de 5 y 6 capítulos respectivamente, de los que no fueron incluidos en la animación de la película 4 de los 6 capítulos del segundo volumen, toda la historia sobre Risa Mizuno y el capítulo final.
Makoto Shinkai había expresado que, a diferencia de sus últimos trabajos, no habría fantasía o elementos de ciencia ficción en esta película. En su lugar, la película procuraría presentar un mundo verdadero desde una perspectiva diferente. La película de Makoto da una vista realista de las luchas que muchos hacen frente al contra tiempo, del espacio, de la gente y del amor. El título Cinco centímetros por segundo viene de la velocidad a la cual los pétalos de cerezo caen del árbol; los pétalos son una representación metafórica de los seres humanos, evocadora de la lentitud de la vida y de cómo la gente, que comienza a menudo junta, lentamente se va separando y toman caminos diferentes.

## Argumento
La historia empieza en Japón a principios de 1990 y finaliza en un día más moderno, centrándose en un chico llamado Takaki Tōno.

### Episodio 1: Flor de cerezo
En la graduación de la escuela primaria, Takaki Tōno y su amiga Akari Shinohara tienen que separarse. Akari se muda a Tochigi debido a los trabajos de sus padres, mientras que Takaki irá a una escuela secundaria en Tokio. Los dos deciden mantenerse en contacto mediante cartas, pero a pesar de los sentimientos que existieron entre ellos, la única cosa que persistió era el tiempo. Cuando Takaki se entera de que su familia se mudará a Kagoshima, decide ir a ver a Akari, debido a que le será muy difícil seguir viéndola tras su mudanza. Sin embargo, cuando llega el día, una intensa tempestad de nieve retrasa varias horas el viaje de Takaki, lo que lo hunde en el desaliento y la desesperación sobre todo cuando la carta que él le escribió a Akari se la lleva el viento; en esa carta él le declaraba todo su amor. Finalmente, cuando el tren se detiene en la estación donde se reunirían, se sorprende al darse cuenta de que, a pesar de lo tarde que es, Akari lo ha estado esperando. Tras un breve reencuentro, ambos abandonan la estación y caminan en la noche atravesando un campo lleno de nieve, en ese momento se detienen y ella se da cuenta de que los pétalos de cerezo que caían eran muy parecidos a la nieve. En ese momento se dan un beso, y con éste se percatan de que su relación nunca va a poder funcionar. Después de pasar la noche en un pequeño almacén deciden ir a la estación del tren para despedirse, Takaki intenta dar ánimos a su amiga Akari al decirle que se escribirán cartas y se hablarían por teléfono, pero al momento que las puertas del tren se cierran y él se aleja de la estación, entiende que eso no va a ser posible y que su destino era tomar caminos diferentes.

### Episodio 2: Cosmonauta
Takaki se encuentra en el tercer año de la secundaria superior en Tanegashima, donde se localiza el Centro Espacial Tanegashima. Kanae Sumita, una compañera de clase de Takaki, siente un afecto especial por él, pero no tiene aún el coraje para expresar sus sentimientos. Luego, ella se da cuenta de que Takaki siempre mantiene una mirada "perdida", como si buscara algo más allá del horizonte. Aunque ama a Takaki, Kanae entiende que él está buscando algo más en otro lugar, algo que ella no le podrá ofrecer.

### Episodio 3: Cinco centímetros por segundo
Ahora es 2008, y los dos personajes han tomado caminos diferentes. Takaki es un informático en Tokio, y Akari se está preparando para su matrimonio. Un día, Takaki sale y piensa que el rostro de una persona al cruzar un carril de tren le es muy familiar. Desconcertado por el encuentro, intenta mirar atrás, pero un tren pasa y luego otro, cortando su visión. Pensando que si fuera Akari ella también se daría cuenta, espera.
Después empiezan a sucederse escenas de como el tiempo pasó tanto para Akari como para Takaki, desde el momento en que ellos se separaron hasta el momento en que se encuentran sin darse cuenta en el paso del tren, donde hasta ese momento él pensaba que lo que anduvo buscando todo este tiempo, tanto en el trabajo como en la relación que mantenía, no se encontraban en eso sino que se encontraba en Akari, y que lo que él quería era volver a estar con ella.
Después de que los trenes pasaran y dándose cuenta de que no había nadie al otro lado, decide seguir su camino, pero esta vez con una sonrisa en su rostro. Entendiendo que ya es tiempo de dejar de pensar en ella.

## Personajes
Takaki Tōno (遠野貴樹?)
Seiyū: Kenji Mizuhashi
Takaki es el protagonista de la película. Al igual que Akari, tiene que mudarse debido al trabajo de sus padres. Él y Akari eran amigos cercanos, y aunque Akari se muda, continúan escribiéndose hasta que Takaki descubre que debe trasladarse a Tanegashima. Los dos deciden encontrarse un día nevoso, quizás por última vez. En la secundaria superior, él se encuentra en el club de kyūdō. Al final de la película se cruza con Akari, pero un tren que iba a pasar los separa, él espera por ella, pero ella ya lo superó e hizo nuevos recuerdos, y puesto que ahora se va a casar decide seguir su camino y que Takaki haga nuevos recuerdos con otra persona; Takaki al ver que no lo espera, decide seguir su camino, pero ahora con una sonrisa en el rostro.
Akari Shinohara (篠原明里?)
Seiyū: Yoshimi Kondō (Episodio 1) y Ayaka Onoue (Episodio 3)
La mejor amiga de Takaki en la escuela primaria. Ella deseó ir a la misma secundaria que Takaki, pero debido a los trabajos de sus padres, tuvo que mudarse a Tochigi después de graduarse de la escuela primaria. Por un tiempo, ella y Takaki permanecen en contacto mediante cartas.
Kanae Sumita (澄田花苗?)
Seiyū: Satomi Hanamura
Compañera de clase de Takaki en la secundaria superior. Está enamorada de él desde que éste ingresó a la escuela, pero no puede expresarle sus sentimientos. Kanae ama practicar surf y monta un ciclomotor. Ella no sabe lo que desea hacer para su futuro. Su hermana mayor es profesora en la escuela donde estudia. En el manga se revela que 10 años más tarde ella sigue enamorada de Takaki, y que con ayuda de su hermana consigue la ubicación de Takaki y va a buscarlo; cuando está por rendirse, sentada en una calle, ve a una persona caminar y se sorprende, se para y va hacia él, y se da a entender que esa persona era Takaki.
Risa Mizuno 
En la película solo aparece cerca del final en su oficina y no definen nada de ella, sin embargo para el momento en que aparece en la película ya había sido novia de Takaki por 3 años, pero por las circunstancias y por el dolor que ha guardado Takaki su comportamiento e impotencia de ella al no saber que hacer genera que la relación no termine bien.

## DVD
El DVD de la película se estrenó el 19 de julio de 2007 en Japón, siendo licenciada por ADV Films y reportado su estreno en diciembre de ese mismo año. En Estados Unidos salió a la venta el 8 de marzo de 2008, y en España el 18 de diciembre de 2013.
Contenido
- Cinco centímetros por segundo
- Entrevista a Makoto Shinkai
- Adelantos de otras películas

### Edición especial
Disco 1 (DVD)
- Cinco centímetros por segundo
- Entrevista a Makoto Shinkai
- Adelantos de otras películas

Disco 2 (DVD)
- Cinco centímetros por segundo (guion gráfico animado, 63 minutos).
- "Oukashou" Yahoo! Japón (29 minutos).
- Entrevista con el elenco (20 minutos).
- "One More Time, One More Chance" (video musical de la película, edición especial de 6 minutos).
- Detrás de cámara.

Disco 3 (CD de audio)
- Banda sonora original

1. Ōkashō (桜花抄?)
2. Omoide ha Tooku no Hibi (想い出は遠くの日々?)
3. Shousou (焦燥?)
4. Yuki no Eki (雪の駅?)
5. Kiss (Ｋｉｓｓ?)
6. Kanae no Kimochi (カナエの気持ち?)
7. Yume (夢?)
8. Sora to Umi no Shi (空と海の詩?)
9. Todokanai Kimochi (届かない気持ち?)
10. Ending
11. One More Time, One More Chance (versión piano)

## Recepción
Se reportó una gran fila en el cine teatro de Shibuya dos horas antes de que se empezaran a vender los boletos para su estreno en Japón. La película recibió el premio platino de Lancia, en el Future Film Festival, por mejor película de animación o efectos especiales.

## Banda sonora
La banda sonora ha sido compuesta, al igual que todas las canciones que aparecen en las películas de Makoto Shinkai, por Tenmon.

### "One More Time, One More Chance" ("Una vez más, una oportunidad más")
La canción fue escrita e interpretada por Masayoshi Yamazaki y aparece tanto al final de la película como a lo largo de ésta, pero en forma de distintas versiones instrumentales, los llamados leitmotiv.
Era parte también de la película Moon and Cabbage. La razón por la que Makoto Shinkai eligió una canción tan famosa era que él deseaba evocar imágenes de sucesos diarios, y elegir una canción sobre la cual "cada uno sabe" que agregaría realismo a la película.
| N.º | Título                                                                                                 | Duración |  |
| 1.  | «桜花抄 (Ōkashō?)»                                                                                     | 4:50     |  |
| 2.  | «思い出は遠くの日々 (Omoide wa Tooku no Hibi, Recuerdos de los días lejanos?)»                         | 1:42     |  |
| 3.  | «しょうそう (Shōsō?)»                                                                                  | 1:09     |  |
| 4.  | «雪の駅 (Yuki no Eki, Estación de nieve?)»                                                             | 2:20     |  |
| 5.  | «キス (Kiss, Beso?)»                                                                                   | 3:13     |  |
| 6.  | «かなえの気持ち (Kanae no Kimochi?)»                                                                   | 1:47     |  |
| 7.  | «夢 (Yume, Sueño?)»                                                                                    | 3:00     |  |
| 8.  | «空と海の詩 (Sora to Umi no Shi, Poema del cielo y el mar?)»                                           | 3:30     |  |
| 9.  | «届けカナイ気持ち (Todoke Kanai Kimochi?)»                                                             | 2:02     |  |
| 10. | «エンドテーマ (Tema final?)»                                                                           | 3:13     |  |
| 11. | «ワンモアタイム・ワンモアチャンス(ピアノversion) (One More Time, One More Chance (versión en piano)?)» | 2:26     |  |